# 尚豊王
尚豊王（しょうほうおう、1590年12月9日（万暦18年11月13日） - 1640年6月23日（崇禎13年5月4日））は、琉球王国第二尚氏王統の第8代国王（在位1621年 - 1640年）。童名は思五郎金。神号は天喜也末按司添（てにぎやすゑあんじおそい）。
第5代国王尚元王の三男の尚久・金武王子朝公の四男。始め佐敷王子朝昌と称した。尚賢王・尚質王の父。
1636年（崇禎9年）、琉球国王の王号を薩摩藩から剥奪され、琉球国司を名乗る。

## 家族
- 父 - 尚久
- 母 - 金武大按司加那志
- 妃 - 我謝上村按司加那志：童名・真銭金、号・梅岩。1597年（万暦25年） - 1614年7月26日（万暦42年6月20日）。具志頭王子朝盛長女。
- 継妃 - 君豊見按司加那志：童名・思真牛金、号・蘭閨。1589年1月6日（万暦16年11月20日） - 1661年6月29日（順治18年6月4日）。名護親方良豊三女。
- 夫人
  - 西之按司加那志：童名・真鍋樽金、号・涼月。1597年（万暦25年） - 1634年6月25日（崇禎7年6月1日）。松氏一世大見武親雲上定昌の娘。
  - 眞南風按司：童名・乙美金、号・蘭室。1592年（万暦20年） - 1658年5月5日（順治15年4月4日）。呉氏五世幸地親方宗廣長女。
  - 真南風按司：童名・真鍋樽金、号・南岳。1606年7月（万暦34年6月） - 1637年5月9日（崇禎10年4月15日）。楽氏四世田名掟親雲上昌敷の娘。
- 妻 - 与那原阿護母志良礼：号・苑叢。童名、生没年不詳。与那原村平敷親雲上の娘。
- 子女
  - 長男 - 尚恭、浦添王子朝良：童名・真三良金、号・良春。1612年3月8日（万暦40年2月6日） - 1631年3月22日（崇禎4年2月20日）。 母は妃。享年20。
  - 次男 - 尚文、中城王子朝益：童名・真牛金、号・徳声。1614年7月26日（万暦42年6月20日） - 1673年2月18日（康熙12年1月2日）。母は妃。病弱で即位せず。埋葬地は末吉陵。
  - 三男 - 尚賢、久米中城王子：母は涼月。後即位する。
  - 四男 - 尚質、佐敷王子：母は涼月。後即位する。
  - 長女 - 首里大君按司加那志：童名・思乙金、号・徹心。1613年7月7日（万暦41年5月20日） - 1679年4月24日（康熙18年3月14日）。向氏喜屋武殿内三世・具志川按司朝安に嫁ぐも離別。後、向氏阿波根殿内一世・摩文仁按司朝明に嫁ぐ。
  - 次女 - 沢岻翁主：童名・思真鍋樽金、号・碧蓮。生日不伝 - 1651年6月3日（順治8年4月16日）。母は涼月。向氏喜屋武殿内四世具志川按司朝庸に嫁ぐ。
  - 三女 - 嶋尻佐司笠按司加那志：童名・真蜷甲金、号・剛心。生日不伝 - 1681年11月22日（康熙20年10月13日）。母は南岳。向氏嘉味田殿内四世喜屋武按司朝古へ嫁ぐ。
  - 四女 - 与那城翁主：童名・真鶴金、号・玄禎。生日不伝 - 1679年11月26日（康熙18年10月24日）。母は南岳。野村殿内六世大城親方朝誠に嫁ぐ。

## 冊封使（1633年）
- 正使：杜三策（戸科左給事中）
- 副使：楊掄（行人司行人）

## 登場作品
- 『琉球の風』（1993年1月～6月、NHK大河ドラマ、演：金山一彦）